# 2002년 토론토 국제 영화제
제27회 토론토 국제 영화제는 2002년 9월 5일에 열린 시상식이다.

## 수상 및 후보

### 관객상
- 웨일 라이더 - 니키 카로 수상
- 슈팅 라이크 베컴 - 거린다 차다 수상
- 볼링 포 콜럼바인 - 마이클 무어 수상

### City TV상
- 마리온 브리지 - Wiebke von Carolsfeld 수상

### 토론토시티상
- 스파이더 - 데이빗 크로넨버그 수상

### 캐나다 단편영화상
- BLUE SKIES - Ann Marie Fleming 수상

### 디스커버리상
- 막달레나 시스터즈 - 피터 뮬란 수상

### FIPRESCI-상
- Chemins de l'oued, Les - 가엘 모렐 수상